# Delinke
A Delinke női név a magyar nyelvújítás során keletkezett, a Deli férfinév  párjaként a nimfa magyarítására.

## Gyakorisága
Az 1990-es években szórványos név, a 2000-es években nem szerepel a 100 leggyakoribb női név között.

## Névnap
- november 10.[2]

## Híres Delinkék
- Gajdó Delinke, erdélyi magyar színésznő